# Филазапович, Александр Викторович
Алекса́ндр Ви́кторович Филазапо́вич (род. 26 ноября 1969 года) — советский и белорусский футболист, вратарь.
Воспитанник минского футбола.
В 1988 году был основным вратарём клуба «Джезказганец», выступавшем во второй лиге первенства СССР.
В первой половине 90-х годов находился в составах бобруйского «Шинника», «Беларуси» из Марьиной Горки, польской «Помезании» из Мальборка и минского мини-футбольного клуба «Пластик-Никос»/«Экономист».
Далее карьера продолжилась в России: в 1995 году оказался в клубе первой лиги «Нефтехимик», однако не сыграл за нижнекамцев ни одного матча, а играл за другую татарстанскую команду — «Планету» из Бугульмы в третьей лиге. В 1997—1998 годах выступал за псковский «Машиностроитель»/ФК «Псков» в третьей лиге-97 и втором дивизионе-98 (клуб по ходу сезона-98 был исключён из первенства с аннулированием матчей). В 1999 году сыграл в одной игре за «Псков» в любительском первенстве России, а через год — в высшей лиге чемпионата Белоруссии за «Торпедо-Кадино» из Могилёва. Сезон-2001 провёл во второй лиге (третьем по силе дивизионе) Белоруссии, защищая ворота клуба «Трудовые резервы-РИПО» из Минска. В 2007 году сыграл в одном матче за вторую команду клуба МТЗ-РИПО во второй белорусской лиге.
По окончании карьеры футболиста некоторое время был тренером борисовского БАТЭ, являлся администратором минского «Луча».